# Anarta laertidia
Anarta laertidia är en fjärilsart som beskrevs av Barnes och Mcdunnough 1916. Anarta laertidia ingår i släktet Anarta och familjen nattflyn. Inga underarter finns listade i Catalogue of Life.